# Họ Sầm
Họ Sầm (danh pháp khoa học: Memecylaceae) là một họ thực vật có hoa trong bộ Đào kim nương (Myrtales). Họ này bao gồm khoảng 435 loài cây gỗ và cây bụi trong 6-7 chi, trong đó hai chi Memecylon (~300 loài) và Mouriri (~85 loài) chiếm đông số loài nhất. Họ Sầm phân bổ rộng khắp trong vùng nhiệt đới, tại các khu vực có độ ẩm vừa phải, chủ yếu tại Trung Mỹ, Nam Mỹ, Madagascar, Đông Nam Á và Papua New Guinea. Quan hệ của họ này với họ Mua (Melastomataceae) là rất gần, do đó trước đây nó được coi là một phần của họ này. Hiện tại hệ thống APG III năm 2009 coi họ này như là nhóm Olisbeoideae Burnett trong họ Mua.
Các loài trong họ Sầm có các lá đơn, có cuống lá, mọc đối với mép lá nhẵn và các đốt phồng to; gân lá hình lông chim nhưng không đồng nhất, nhưng lớp lông hoặc là không có hoặc là bao gồm các lông đơn tính. Phiến lá có thể là dạng có các điểm nhỏ khi giơ lên trước ánh sáng, hoặc bề mặt có thể là các đường thẳng nhỏ – có điều này là do các cương bào là phổ biến trong họ (bề mặt có thể mấp mô). Hoa lưỡng tính, trừ chi Lijndenia có cả hoa lưỡng tính lẫn hoa đực, được thụ phấn nhờ côn trùng. Chúng mọc thành cụm hoa ở nách lá. Các hoa nhỏ thường có màu lam với bầu nhụy hạ 1-5 ngăn, nhưng các bộ phận của hoa là tách rời, đài hoa mở bằng mảnh vỏ (van). Nhị 4-5 hay 8-10, hoặc là đẳng số với bao hoa, hoặc là gấp 2 lần. Bao phấn nứt ra theo đường rạch. Quả là dạng quả mọng không nẻ, chứa 1-5 hạt. Hạt không có nội nhũ.

## Hình ảnh

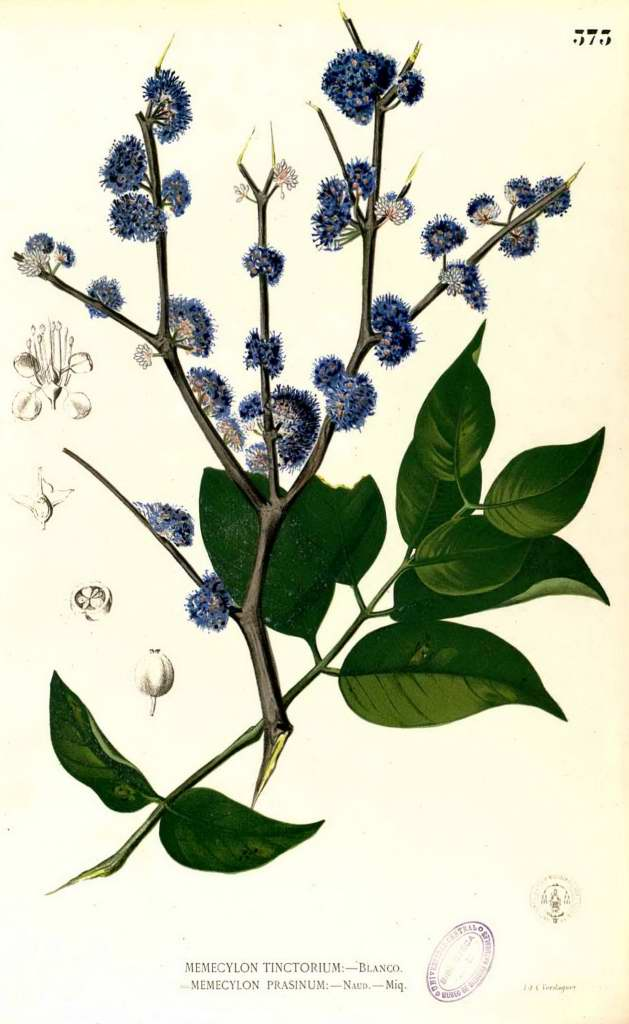
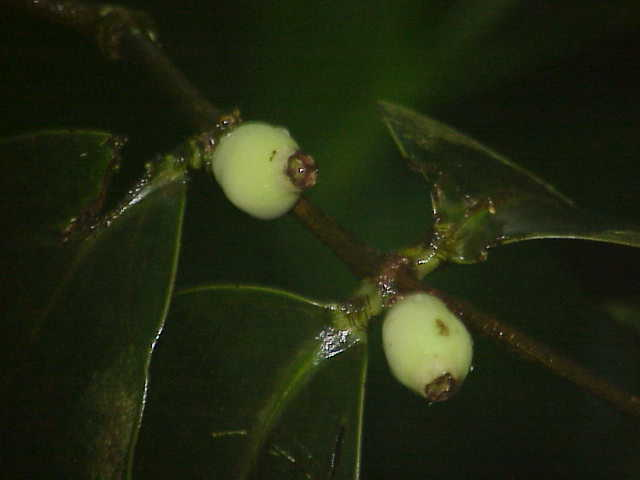